# Domátia
Domátia (Domatia) är en ort i Grekland.   Den ligger i prefekturen Nomós Kaválas och regionen Östra Makedonien och Thrakien, i den nordöstra delen av landet, 300 km norr om huvudstaden Aten. Domátia ligger 154 meter över havet och antalet invånare är 457.
Terrängen runt Domátia är kuperad åt sydost, men åt nordväst är den bergig. Runt Domátia är det ganska glesbefolkat, med 29 invånare per kvadratkilometer. Närmaste större samhälle är Nikísiani, 9,1 km norr om Domátia. I omgivningarna runt Domátia växer i huvudsak blandskog.